# Fábrica de porcelana de Creil-Montereau

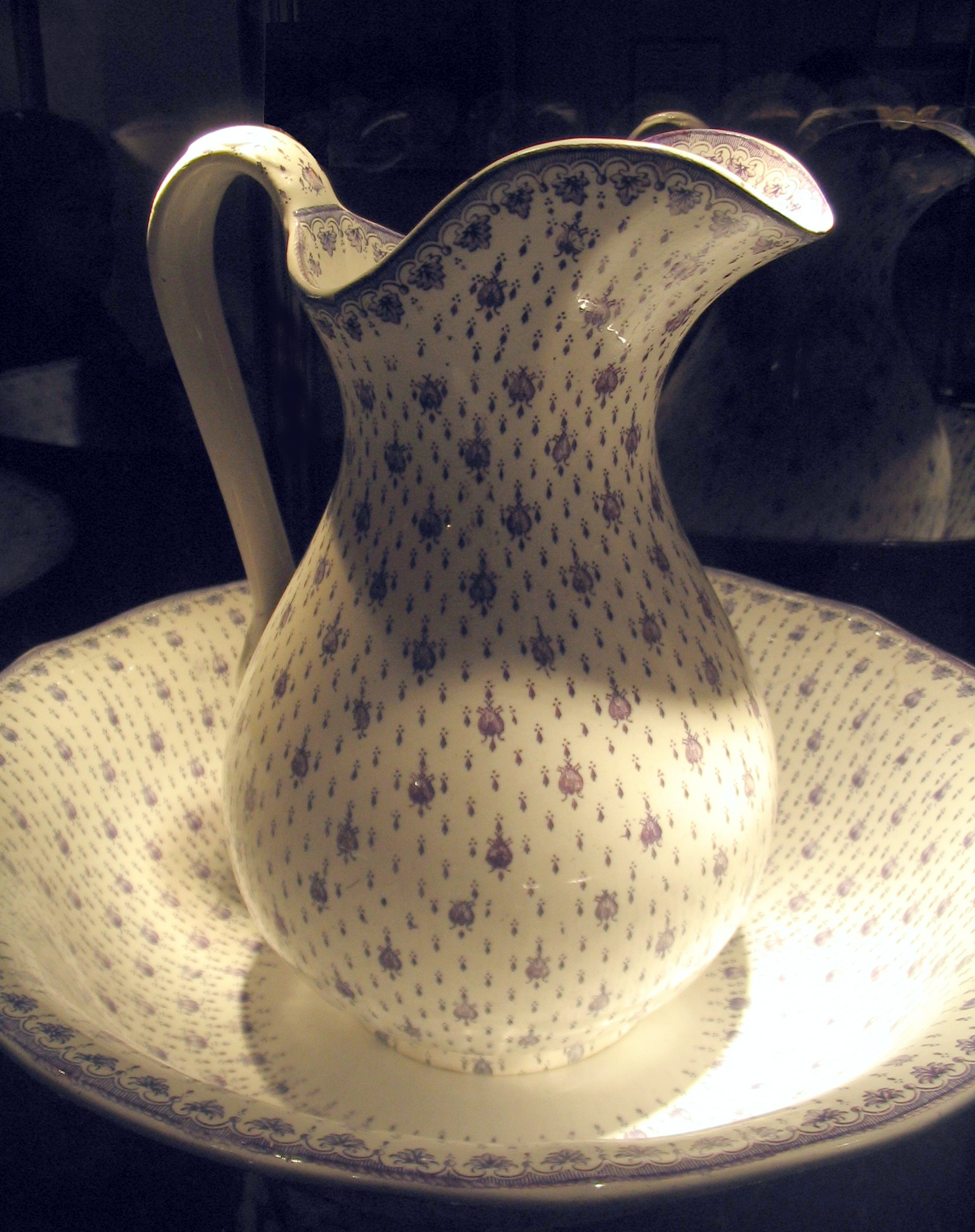
Jarra y jofaina decorada por impresión de Creil-Montereau. Museo Gallé-Julliet de Creil.

La fábrica de porcelana de Creil-Montereau es una producción de cerámica de las poblaciones de Montereau, en el departamento de Sena y Marne y de Creil, en el departamento de Oise en Francia.
Fundada en el año 1797, la manufactura de Creil, fue citada por Gustave Flaubert en su obra La educación sentimental (Capítulo segundo). Se desarrolló sobre todo en el siglo XIX. Después de la fusión con la fábrica de Montereau, la producción se conoce como de Creil-Montereau.

## Historia

### La fabricación de porcelana fina de Montereau
Después de la instalación de Jean Rognon como primer alfarero en la ciudad (1720-1740), la fabricación de fayenza de Montereau fue fundada en 1749, al este del barrio de Saint-Nicolas por Etienne François Mazois (1719-1762), con el fin de producir las conocidas porcelanas inglesas. Él fue el iniciador en 1760 de la manufactura La Royale à Nevers y el propietario de la de Montereau de 1755 a 1762, fecha de su muerte. Sus padres tenían una tienda de cerámica, en Quai de la Tournelle en el V distrito de París.
La compra en 1774 por los ingleses Clark, Shaw y Co. seguidos por los Hall y Hall-Merlin, consiguieron una gran expansión de la producción de la fábrica, antes de ser adquirida en 1819 por el propietario de la factoría, también dedicada a la porcelana, de Creil. La asociación con ésta permaneció durante los años 1840 a 1895. Más tarde, en 1920, se realizó una nueva asociación con la de Choisy, hasta el cierre definitivo en 1955.

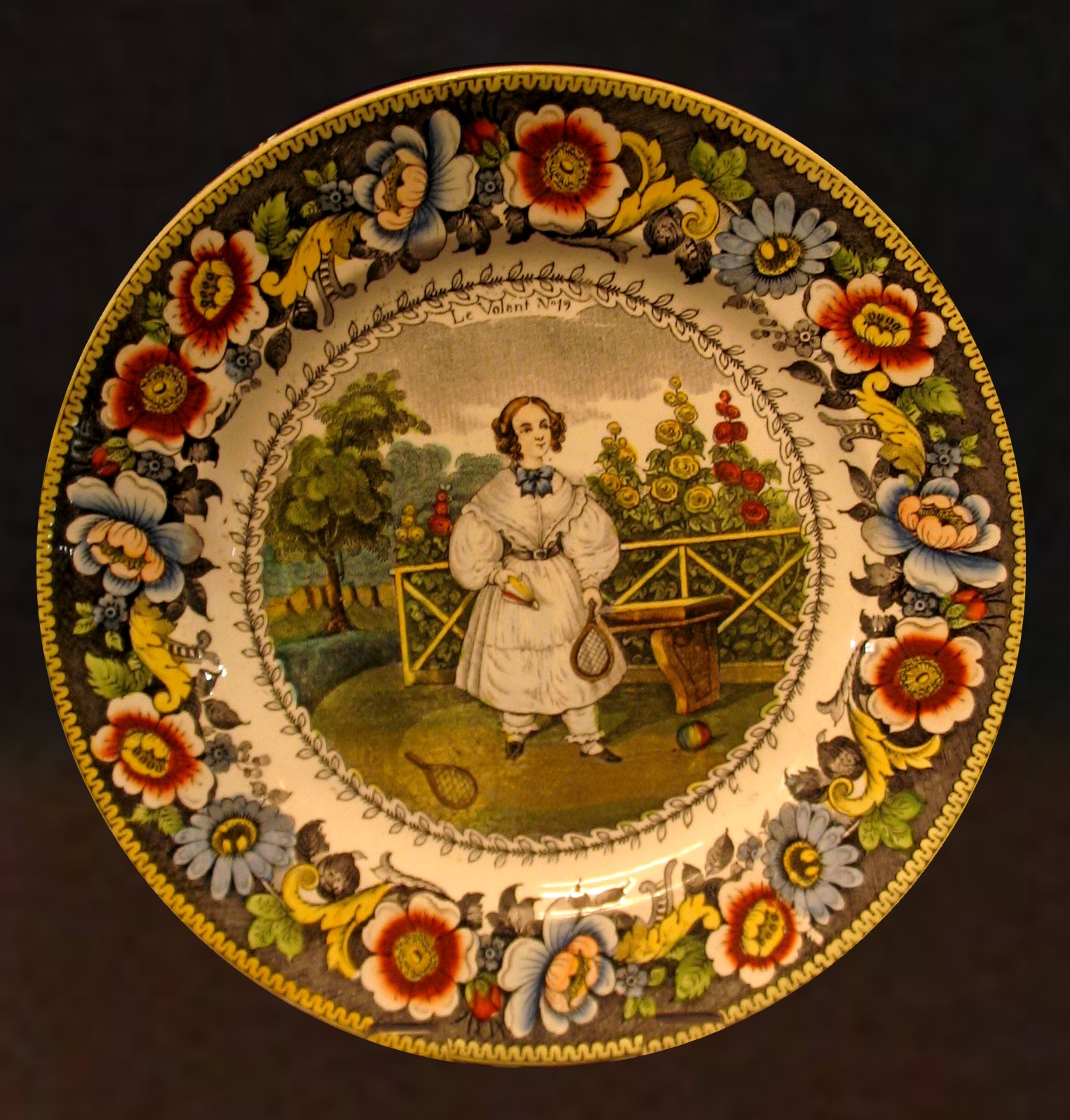
Plato de porcelana decorado con estampado y pintado bajo esmalte de Creil, 1827-1840, Museo de Gallé-Juillet de Creil.

### La fabricación de fayenza y porcelana de Creil
La fábrica fue fundada por primera vez el 26 de mayo de 1797 por un cristalero de París, Robert Bray O'Reilly. Duró poco más de un año. El desarrollo de esta institución se puso en marcha de forma permanente en 1801. En 1840 daba empleo a 900 trabajadores y cerró sus puertas en 1895.
Muchos directores y propietarios están identificados con esta fábrica:
- Jacques Bagnall (nacido en 1762 en Burslem (Inglaterra), era discípulo de Josiah Wedgwood. Llegó a Francia en 1784, y trabajó como modelista en la fábrica de «gres inglés» de Douai. Luego dirigió la fábrica de porcelana de Chantilly antes de venir a regentar la fábrica de Creil a partir de 1802. Como director artístico realizó unas preciosas piezas, a veces copiando la moda inglesa y estilos de Wedgwood  de la época. Las piezas de servicio en «gres negro» expuestas en Creil son un buen ejemplo, como algunas soperas o cuencos con el fondo amarillo en vez del típico azul del modelo inglés.[6]
- Charles Gaspard Alexandre Saint-Cricq Casaux fue propietario y accionista principal de la fábrica desde 1811. Fue quien logró fusionarse con la fabricación de Montereau que adquirió en 1819.
- Louis Martin Lebeuf (1792-1854) y Jean Baptiste Gratien Milliet (1797-1875) se convirtieron en los dueños en 1841; los ingleses George Vernon e hijo, fueron director y subdirector hasta 1849 ellos son los que introdujeron la porcelana de pasta blanda en Creil.
- Henry Félix Anatole Barluet (nacido en 1802 en Aigle) sucedió a los Vernon. Era descendiente de la familia Lebeuf por parte de madre. Louis Lebeuf fue director de la fabricación de Montereau. Su hijo, Adrien Lebeuf de Montgermont, era el alcalde de esa ciudad. Barluet consiguió la construcción del barrio de Saint-Médard para alquilar algunas viviendas a sus trabajadores. Fue alcalde de Creil hasta su muerte. Bajo su liderazgo, la iconografía de las vajillas fueron renovadas. Esta fábrica  fue la que empleó mayores ciudadanos de la ciudad de Creil durante décadas. En 1866, el censo de población cita 503 personas domiciliadas en Creil que trabajaban en la fábrica, de una población total de 4 539. En concreto, había 349 obreros,  129 obreras, 12 ingenieros además del director, sin olvidar tres limpiadoras. Una colonia industrial llamada Saint-Médard fue construida en 1866 para alojar a sus trabajadores, estableciéndose en la fábrica una política paternalista.[7]

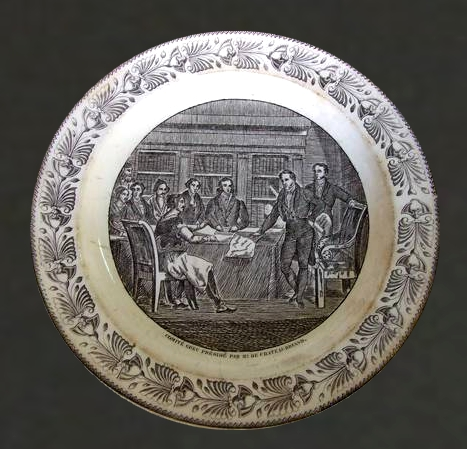
Plato de Montereau de una serie sobre la Guerra de Independencia griega. Decoración impresa en grisalla, 1830.

### El grupo Creil y Montereau
El grupo fue creado en 1840 por la fusión de las dos fábricas de Creil y de Montereau , dando origen a la sociedad Lebeuf y Milliet. Durante la segunda mitad del siglo XIX fue un período de expansión y de éxito de la fábrica con numerosos premios y medallas.
En 1895, el cierre de la Creil marcó el comienzo del declive y con una producción que cesó en su renovación. La producción se concentra en Montereau. En 1920, el grupo de Creil-Montereau se transforma en la Manufactura de Choisy-le-Roi, propiedad  de Hippolyte Boulenger. Los productos se marcan con el símbolo HBCM (Hippolyte Boulenger Creil Montereau). La fábrica de Montereau cerró definitivamente en 1955.

## Características
Creil pone en práctica las fórmulas desarrolladas por Josiah Wedgwood en 1769. Aportadas por los trabajadores formados en Inglaterra, o por los investigadores como Boudon de Saint-Amans, las técnicas de la mezcla del sílex calcinado y pasta molida de la alfarería de barro tradicional, dio una cerámica fina llamada porcelana inglesa. Creil imitó a la perfección las producciones de Wedgwood. La porcelana dura o de feldespato, también conocida como porcelana opaca, cuando el resultado se obtiene de la adición de feldespato y caolín.
Las manufacturas de Creil y Montereau y deben su éxito en la decoración  por el proceso empleado de transferencia de impresión que apareció a mediados del siglo XVIII. Se consigue con la utilización de tintas que contienen óxidos metálicos, este método permite la reproducción, por medio de la transferencia en un papel especial, los detalles y la finura de una placa de cobre grabado, a un objeto de barro. Este proceso hizo entrar a la cerámica en la era industrial, un artesano puede imprimir de 200 hasta 250 platos por día. Los temas incluyen toda la imaginería del siglo XIX: técnica, industrial, política y social, la mitología, la literatura, las bellas artes y las escenas género.
Los motivos transferidos pueden ser dejados naturales (efecto de gris), cubierto con un esmalte translúcido con lo que se dio a los modelos un color verde o amarillo, o pintados a mano en el diseño transferido para escenas coloridas.

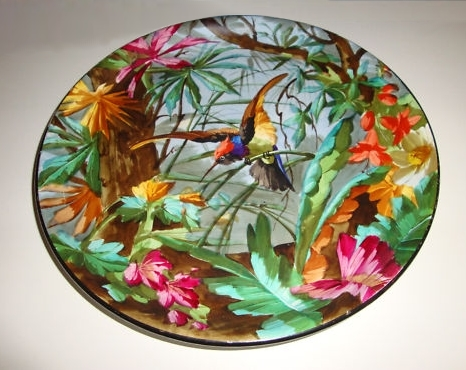
Plato decorado con aves.

La decoración floral fue uno de los mayores éxitos comerciales de la fábrica de Creil en la segunda mitad del siglo XIX. Compuesto de flores y hojas  impresas en azul bajo vidriado, esta decoración se presentó en la Exposición Universal de 1855 en París. Las vajillas con motivos florales, impresos en azul sobre fondo blanco, tenían múltiples versiones: la enredadera, lirio del valle, el acebo, rosa y espino.

## Museos y colecciones de porcelana de Creil-Montereau
- Montereau: en 1985, se inauguró  un museo especializado abierto en el antiguo Hotel des Postes de Montereau. Se presenta una selección de 400 piezas que ilustran la evolución de las formas y decoraciones de todas las épocas.
- Creil: El Museo Gallé-Juillet de Creil, etiquetado como Musée de France. El matrimonio formado por Auguste y Berthe Gallé, sin hijos tras la muerte en combate de su único hijo Maurice, durante la Gran Guerra, donan en 1930 su casa y todo cuanto ella contiene al municipio para hacer un museo con la petición de mantener su apariencia. El museo conserva la decoración y el mobiliario de una casa burguesa del siglo XIX. El museo también tiene una gran colección de cerámica de Creil y de Creil-Montereau. Esta casa fue habitada en su origen por el francés Jacques Bagnall, director de la fábrica Creil.